# باچوانلو
باچوانلو یا قاچکانلو یا باجمانلو یا باج‌خوانلو یا باچاوانلو یا باچبانلو یا باشقانلو یا باشکانلو یا باشمانلو یا باشمانلی یا باچیان‌لو معروف به کرد قوچانی یکی از طایفه‌های کرد شمال خراسان هستند کە از کردستان کشور ترکیه(عثمانی) بە این منطقه کوچانده شدند . باچوانلوها طایفه‌ای از ایل زعفرانلو هستند. آنان به [زبان کردی کرمانجی] صحبت میکنند.

## پیشینه
باچوانلوها از دسته کردهایی هستند که توسط صفویان به این ناحیه کوچانده شدند تا از حملات ازبک‌ها و ترکمن‌ها به ایران جلوگیری کنند. پس از شاه عباس آنان زیر لوای قزلباشان افشار به رهبری نجات‌خان افشار قرار گرفتند. در دوره نادری، شکر سلطان رهبر باچوانلوها شد. آنان در جنگ نادر با یکی از فرمانروایان یاغی خراسان به نام ملک محمود سیستانی ابتدا نادر را همراهی کردند ولی پس از مدتی به او پشت کرده به سپاه یکی از مخالفان او به نام ابراهیم خان پیوستند که نادر آنان را شکست داد. آنان پس از آن بر فرماندار درگز تغیان کردند و تا نیمهٔ سده ۱۳ قمری بر درگز به رهبری نوروزخان حکمرانی می‌کردند. با به قدرت رسیدن سلیمان خان این مناطق به زیر سلطه او درآمد و نورپزخان دستگیر و کشته شد.